# Nati nel 1952/Novembre
| Questa pagina contiene informazioni ricavate automaticamente dalle voci biografiche con l'ausilio del template Bio e di un bot. L'aggiornamento è periodico e automatico e ricostruisce completamente la pagina. Se manca una persona in questa lista, sei pregato di non aggiungerla, ma accertati piuttosto che la sua voce biografica contenga il template Bio e che i dati anagrafici siano correttamente compilati. Se il template Bio manca, inseriscilo tu stesso o, in alternativa, metti l'avviso {{tmp\|Bio}} che ne segnala la mancanza. Se i dati riportati sono sbagliati, correggi direttamente la voce biografica; le modifiche saranno visibili in questa lista entro pochi giorni. Per chiarimenti vedi il progetto biografie. La lista contiene solo le 256 persone che sono citate nell'enciclopedia e per le quali è stato implementato correttamente il template Bio. Pagina aggiornata al 18 ago 2025. |

- 1º novembre - Diana Dilova, ex cestista bulgara
- 1º novembre - Bora Đorđević, cantante, musicista e politico serbo († 2024)
- 1º novembre - Santino Loddo, politico italiano
- 1º novembre - Zmago Sagadin, allenatore di pallacanestro sloveno
- 2 novembre - David Andrews, attore statunitense
- 2 novembre - Jean-Marie Chauvet, speleologo francese
- 2 novembre - Edmond Djitangar, arcivescovo cattolico ciadiano
- 2 novembre - Carissa Etienne, medico dominicano († 2023)
- 2 novembre - Jean-Claude Fabbri, ex ciclista su strada italiano
- 2 novembre - Laurence D. Fink, imprenditore statunitense
- 2 novembre - Ron Lea, attore canadese
- 2 novembre - Ron Lee, ex cestista statunitense
- 2 novembre - Maxine Nightingale, cantante britannica
- 2 novembre - Andy Paley, produttore discografico e compositore statunitense († 2024)
- 2 novembre - Alan Winstanley, produttore discografico britannico
- 2 novembre - Fabio Zavattaro, giornalista italiano
- 3 novembre - Ingi Björn Albertsson, ex calciatore e allenatore di calcio islandese
- 3 novembre - James Barbagallo, pianista statunitense († 1996)
- 3 novembre - Roseanne Barr, attrice, conduttrice televisiva e doppiatrice statunitense
- 3 novembre - Michel Boujenah, attore e regista francese
- 3 novembre - Jim Cummings, doppiatore statunitense
- 3 novembre - Baldovino Dassù, golfista italiano
- 3 novembre - Teresa De Sio, cantautrice e scrittrice italiana
- 3 novembre - Ángel De los Santos, ex calciatore spagnolo
- 3 novembre - David Ho, medico taiwanese
- 3 novembre - Luís Antônio Neto, ex calciatore brasiliano
- 4 novembre - Vittorio Amandola, attore, doppiatore e dialoghista italiano († 2010)
- 4 novembre - Fred Fish, programmatore statunitense († 2007)
- 4 novembre - Hanna Gronkiewicz-Waltz, politica e economista polacca
- 4 novembre - Charles Edward Jones, astronauta, militare e programmatore statunitense († 2001)
- 4 novembre - Jeff Lorber, tastierista e compositore statunitense
- 4 novembre - Walter Nicoletti, allenatore di calcio italiano († 2019)
- 4 novembre - Debbie Ryan, allenatrice di pallacanestro statunitense
- 4 novembre - Tawadros II di Alessandria, vescovo ortodosso egiziano
- 5 novembre - Goffredo Bettini, politico italiano
- 5 novembre - Oleg Blochin, ex calciatore e allenatore di calcio sovietico
- 5 novembre - Danival, ex calciatore brasiliano
- 5 novembre - Cyryl Klimowicz, vescovo cattolico bielorusso
- 5 novembre - Teresa Rabal, attrice spagnola
- 5 novembre - Giorgio Repetto, dirigente sportivo, allenatore di calcio e ex calciatore italiano
- 5 novembre - Oley Sassone, regista statunitense
- 5 novembre - Vandana Shiva, attivista e ambientalista indiana
- 5 novembre - Wolfgang Speidel, entomologo tedesco
- 5 novembre - Bill Walton, cestista statunitense († 2024)
- 6 novembre - Mustafa Abdel Gelil, politico libico
- 6 novembre - Michael Cunningham, scrittore e sceneggiatore statunitense
- 6 novembre - Tommy Finney, ex calciatore nordirlandese
- 6 novembre - Frank Gebert, ex tennista tedesco
- 6 novembre - Gary Goetzman, produttore cinematografico e produttore televisivo statunitense
- 6 novembre - Henk van Rijnsoever, ex calciatore olandese
- 6 novembre - Miguel Benancio Sánchez, atleta argentino († 1978)
- 7 novembre - Geraldo Alckmin, politico brasiliano
- 7 novembre - Franco Bonanini, politico italiano
- 7 novembre - David Petraeus, generale e ex agente segreto statunitense
- 7 novembre - John Alan Schwartz, regista cinematografico e sceneggiatore statunitense († 2019)
- 7 novembre - Modibo Sidibé, politico maliano
- 7 novembre - Don Testerman, giocatore di football americano statunitense († 2018)
- 7 novembre - Luis Ernesto Torres, ex calciatore paraguaiano
- 7 novembre - Valerij Zujev, allenatore di calcio e calciatore sovietico († 2016)
- 8 novembre - José Arregui, teologo spagnolo
- 8 novembre - Vincenzo Barone, chimico italiano
- 8 novembre - Terry Burton, allenatore di calcio e ex calciatore inglese
- 8 novembre - Guy Delage, ingegnere e nuotatore francese
- 8 novembre - Miguel Oswaldo González, ex calciatore argentino
- 8 novembre - Christie Hefner, editrice e imprenditrice statunitense
- 8 novembre - Galina Mezenceva, ballerina russa
- 8 novembre - Jan Raas, ex ciclista su strada, pistard e dirigente sportivo olandese
- 8 novembre - Steven John Raica, vescovo cattolico statunitense
- 8 novembre - Collis Temple, ex cestista statunitense
- 8 novembre - Maura Tombelli, astronoma italiana
- 8 novembre - Paolo Trovato, filologo e linguista italiano
- 8 novembre - Alfre Woodard, attrice statunitense
- 9 novembre - Andrea Abati, fotografo italiano
- 9 novembre - Sherrod Brown, politico e attivista statunitense
- 9 novembre - Chasan Isaev, ex lottatore bulgaro
- 9 novembre - John Megna, attore statunitense († 1995)
- 9 novembre - Jean-Jacques Razafindranazy, medico malgascio († 2020)
- 9 novembre - David Laurin Ricken, vescovo cattolico statunitense
- 9 novembre - Jack W. Szostak, biologo canadese
- 9 novembre - Gennadij Timčenko, imprenditore russo
- 9 novembre - Boaz Yanai, ex cestista israeliano
- 10 novembre - Marco Arnolfo, arcivescovo cattolico italiano
- 10 novembre - Lamine Ben Aziza, ex calciatore tunisino
- 10 novembre - Sergij Ivanovič Ipatov, astronomo russo
- 10 novembre - Francesco Marsciani, semiologo italiano
- 10 novembre - Pierluigi Piccini, politico italiano
- 11 novembre - Benedito de Assis da Silva, calciatore e allenatore di calcio brasiliano († 2014)
- 11 novembre - Luisa Bossa, politica italiana
- 11 novembre - Kama Sywor Kamanda, poeta, romanziere e giornalista della Repubblica Democratica del Congo
- 11 novembre - Christopher Loeak, politico marshallese
- 11 novembre - David Nazar, presbitero canadese
- 11 novembre - Bobby Parker, ex calciatore inglese
- 11 novembre - Gerhard Stolle, ex mezzofondista tedesco
- 11 novembre - Gertrude Tumpel-Gugerell, economista austriaca
- 12 novembre - Fulvia Bandoli, politica italiana
- 12 novembre - Vincenzo Barba, politico italiano
- 12 novembre - Steve Bartkowski, giocatore di football americano statunitense
- 12 novembre - Cesare Ercole, politico italiano († 2024)
- 12 novembre - Ernie Fletcher, politico e fisico statunitense
- 12 novembre - Max Grodénchik, attore statunitense
- 12 novembre - Gene Haas, imprenditore statunitense
- 12 novembre - Laurence Juber, chitarrista inglese
- 12 novembre - Stuart Lane, rugbista a 15 britannico
- 12 novembre - Madiagne Ndiaye, ex cestista senegalese
- 12 novembre - Francisco Sanjosé, ex calciatore spagnolo
- 12 novembre - Teodoro Fernández Pérez, ex calciatore argentino
- 12 novembre - Pierre Whalon, vescovo anglicano e vescovo vetero-cattolico statunitense
- 12 novembre - Vjačeslav Zajcev, pallavolista e allenatore di pallavolo sovietico († 2023)
- 13 novembre - Silvia Albertazzi, saggista italiana
- 13 novembre - Carol Connors, ex attrice pornografica statunitense
- 13 novembre - Merrick Garland, avvocato e giurista statunitense
- 13 novembre - Josip Kuže, allenatore di calcio e calciatore jugoslavo († 2013)
- 13 novembre - Art Malik, attore pakistano
- 13 novembre - Maria Mercè Marçal, poetessa, scrittrice e editrice spagnola († 1998)
- 13 novembre - Rosemarie Trockel, artista tedesca
- 13 novembre - Jógvan á Lakjuni, compositore, insegnante e politico faroese
- 14 novembre - Johnny A., chitarrista statunitense
- 14 novembre - Piero Carlo Bonzano, imprenditore italiano
- 14 novembre - Michele Cucuzza, giornalista, conduttore televisivo e conduttore radiofonico italiano
- 14 novembre - Mario De Scalzi, giornalista italiano
- 14 novembre - Bill Farmer, doppiatore statunitense
- 14 novembre - Dīmītrīs Fōsses, ex cestista greco
- 14 novembre - Maria Kliegel, violoncellista tedesca
- 14 novembre - Pekka Niemi, ex sollevatore finlandese
- 14 novembre - Chris Noonan, regista e sceneggiatore australiano
- 14 novembre - Maggie Roswell, attrice e doppiatrice statunitense
- 14 novembre - Ray Sharkey, attore statunitense († 1993)
- 14 novembre - Marcel Starks, ex cestista statunitense
- 15 novembre - Ángel Castellanos, calciatore spagnolo († 2024)
- 15 novembre - Nikolaj Džurmongaliev, serial killer kazako
- 15 novembre - Laura Laurenzi, scrittrice e giornalista italiana
- 15 novembre - Gerard van der Lem, allenatore di calcio e ex calciatore olandese
- 15 novembre - Carolyne Oughton, ex sciatrice alpina canadese
- 15 novembre - Antonella Ruggiero, cantautrice italiana
- 15 novembre - Randy Savage, wrestler statunitense († 2011)
- 16 novembre - Glenn Burke, giocatore di baseball statunitense († 1995)
- 16 novembre - Robin McKinley, scrittrice statunitense
- 16 novembre - Shigeru Miyamoto, autore di videogiochi giapponese
- 16 novembre - Marilyn Neufville, ex velocista giamaicana
- 16 novembre - Park Sang-in, allenatore di calcio e ex calciatore sudcoreano
- 16 novembre - Warren Siegel, fisico statunitense
- 17 novembre - Ivan Bedi, allenatore di calcio e ex calciatore montenegrino
- 17 novembre - Roman Codreanu, lottatore rumeno († 2001)
- 17 novembre - Duwayne Dunham, regista e montatore statunitense
- 17 novembre - David Emanuel, stilista britannico
- 17 novembre - Jo Harshbarger, ex nuotatrice statunitense
- 17 novembre - Ljubov' Ljadova, ex fondista sovietica
- 17 novembre - Roman Ogaza, calciatore polacco († 2006)
- 17 novembre - Cyril Ramaphosa, avvocato, politico e sindacalista sudafricano
- 17 novembre - Fabio Traversa, attore italiano
- 17 novembre - Javier Urruticoechea, calciatore spagnolo († 2001)
- 17 novembre - Hubert von Goisern, cantante, compositore e viaggiatore austriaco
- 18 novembre - Annika Banfield, scrittrice, produttrice cinematografica e editrice svedese
- 18 novembre - Claudio Capone, doppiatore, annunciatore televisivo e direttore del doppiaggio italiano († 2008)
- 18 novembre - Willi Frommelt, ex sciatore alpino liechtensteinese
- 18 novembre - Margherita Gargano, ex mezzofondista italiana
- 18 novembre - Harald Konopka, ex calciatore tedesco
- 18 novembre - Delroy Lindo, attore britannico
- 18 novembre - Stefano Moretti, politico italiano
- 18 novembre - Antonio Russo, politico italiano († 2012)
- 18 novembre - Leonardo Sapienza, presbitero e scrittore italiano
- 18 novembre - Dorothy Stanley, attrice teatrale statunitense
- 18 novembre - Gabriele Valentini, dirigente sportivo e ex calciatore italiano
- 19 novembre - Silvana Arbia, giurista italiana
- 19 novembre - Carlo Ciccioli, politico e medico italiano
- 19 novembre - Hilary Henkin, sceneggiatrice statunitense
- 19 novembre - Axel Lutter, attore, conduttore radiofonico e doppiatore tedesco
- 19 novembre - Marco Paoli, storico dell'arte, bibliografo e saggista italiano
- 19 novembre - Christian Seznec, ex ciclista su strada francese
- 20 novembre - Graziano De Luca, ex calciatore italiano
- 20 novembre - Wolfgang Kneib, ex calciatore tedesco
- 20 novembre - Giovanni Merlino, arbitro di calcio italiano
- 20 novembre - Luis Planas, politico spagnolo
- 21 novembre - Eamonn Coghlan, ex mezzofondista irlandese
- 21 novembre - Franz-Reiner Erkens, storico tedesco
- 21 novembre - Pietro Ghedin, allenatore di calcio e ex calciatore italiano
- 21 novembre - Giuseppe Lelj, dirigente sportivo, allenatore di calcio e ex calciatore italiano
- 21 novembre - Lorna Luft, attrice e cantante statunitense
- 21 novembre - Eimuntas Nekrošius, regista teatrale lituano († 2018)
- 21 novembre - Steve Swindells, tastierista inglese
- 22 novembre - Jorge Fossati, allenatore di calcio e ex calciatore uruguaiano
- 22 novembre - Vincenzo Li Causi, militare e agente segreto italiano († 1993)
- 22 novembre - Graziano Origa, artista, giornalista e illustratore italiano († 2023)
- 22 novembre - Anna Luisa Pignatelli, scrittrice italiana
- 22 novembre - Lydie Polfer, politica lussemburghese
- 22 novembre - Linda Thomas-Greenfield, politica, funzionaria e diplomatica statunitense
- 22 novembre - Lynne Watson, ex nuotatrice australiana
- 23 novembre - Valère Billen, allenatore di calcio belga
- 23 novembre - B.J. Crosby, attrice e cantante statunitense († 2015)
- 23 novembre - Vito Damiano, generale e politico italiano
- 23 novembre - Edoardo Fornaciari, fotografo e fotoreporter italiano
- 23 novembre - Sharon O'Neill, cantautrice neozelandese
- 23 novembre - Gianfilippo Pedote, produttore cinematografico italiano
- 23 novembre - Nico Rohmann, ex calciatore lussemburghese
- 23 novembre - Gabriel Yorke, attore statunitense
- 23 novembre - Yoshiaki Ōshima, astronomo giapponese
- 24 novembre - Rachel Chagall, attrice statunitense
- 24 novembre - David Crosson, ex calciatore inglese
- 24 novembre - Karl Engel, ex calciatore svizzero
- 24 novembre - Detlef Franke, egittologo tedesco († 2007)
- 24 novembre - Norbert Haug, giornalista tedesco
- 24 novembre - Thierry Lhermitte, attore francese
- 24 novembre - Andrea Lynch, ex velocista britannica
- 24 novembre - Tina Mochizuki, ex tennista statunitense
- 24 novembre - Ilja Richter, attore, doppiatore e cantante tedesco
- 24 novembre - Rick Alan Ross, statunitense
- 24 novembre - Ulrich Seidl, regista, sceneggiatore e produttore cinematografico austriaco
- 24 novembre - Parveen Shakir, poetessa pakistana († 1994)
- 25 novembre - Imran Khan, politico pakistano
- 25 novembre - John Lynch, politico e imprenditore statunitense
- 25 novembre - Steve Morgan, imprenditore inglese
- 25 novembre - Gabriele Oriali, dirigente sportivo e ex calciatore italiano
- 25 novembre - Carl Rose, ex calciatore inglese
- 25 novembre - Herschel Savage, attore pornografico, regista e personaggio televisivo statunitense († 2023)
- 26 novembre - Paco Flores, ex calciatore e allenatore di calcio spagnolo
- 26 novembre - Aleksandr Golikov, ex hockeista su ghiaccio sovietico
- 26 novembre - Manuela Lucchini, giornalista e conduttrice televisiva italiana
- 26 novembre - Peter Lübeke, calciatore tedesco († 2022)
- 26 novembre - Riek Machar, politico sudsudanese
- 26 novembre - Francesca Marinaro, politica italiana
- 26 novembre - Giovanni Nuti, medico, compositore e scrittore italiano
- 26 novembre - Wendy Turnbull, ex tennista australiana
- 27 novembre - Neria De Giovanni, saggista, biografa e critica letteraria italiana
- 27 novembre - Bappi Lahiri, compositore, cantante e politico indiano († 2022)
- 27 novembre - Valerio Majo, allenatore di calcio e ex calciatore italiano
- 27 novembre - Umberto Marino, commediografo, regista e sceneggiatore italiano
- 27 novembre - Daryl Stuermer, chitarrista e bassista statunitense
- 27 novembre - Jenny Tamburi, attrice, personaggio televisivo e direttrice del casting italiana († 2006)
- 27 novembre - James Wetherbee, astronauta statunitense
- 28 novembre - Pat Cox, politico, giornalista e conduttore televisivo irlandese
- 28 novembre - Marie-Pierre Duhamel-Müller, regista, traduttrice e critica cinematografica francese († 2023)
- 28 novembre - Boško Lozica, ex pallanuotista e allenatore di pallanuoto jugoslavo
- 28 novembre - S. Epatha Merkerson, attrice statunitense
- 28 novembre - Salvatore Sardo, dirigente d'azienda italiano
- 28 novembre - Rolf Österreich, ex pattinatore artistico su ghiaccio tedesco
- 29 novembre - John David Barrow, cosmologo, matematico e astrofisico britannico († 2020)
- 29 novembre - Jeff Fahey, attore statunitense
- 29 novembre - Dusty Hare, rugbista a 15, dirigente sportivo e imprenditore inglese
- 29 novembre - Elide Melli, attrice, produttrice cinematografica e produttrice televisiva italiana
- 29 novembre - Gustavo Moncayo, insegnante colombiano († 2022)
- 29 novembre - Giorgio Porcaro, cabarettista, comico e attore italiano († 2002)
- 29 novembre - Emma Previato, matematica italiana († 2022)
- 29 novembre - Terry Wapram, chitarrista e compositore britannico
- 29 novembre - Tom Wright, attore statunitense
- 30 novembre - Semën Byčkov, direttore d'orchestra russo
- 30 novembre - Keith Giffen, fumettista statunitense († 2023)
- 30 novembre - Michèle Gurdal, ex tennista belga
- 30 novembre - Marek Kanievska, regista britannico
- 30 novembre - Sven O. Kullander, biologo e ittiologo svedese
- 30 novembre - Sam McCullum, ex giocatore di football americano statunitense
- 30 novembre - Cathal Muckian, ex calciatore irlandese
- 30 novembre - Chatchai Paholpat, allenatore di calcio e ex calciatore thailandese
- 30 novembre - Mandy Patinkin, attore e cantante statunitense
- 30 novembre - Chirawat Pimpawatin, ex calciatore thailandese
- 30 novembre - Dick Schoenaker, ex calciatore e dirigente sportivo olandese
- 30 novembre - Henry Selick, regista, produttore cinematografico e scrittore statunitense